# Diana Leesalu

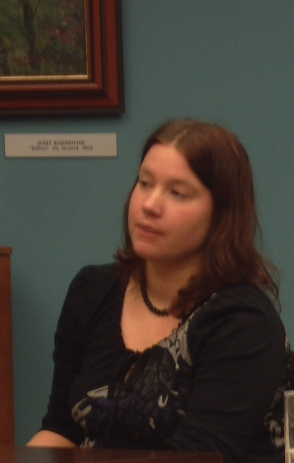
Diana Leesalu 2008

Diana Leesalu (* 1. November 1982 in Põlva) ist eine estnische Jugendbuchautorin und Dramaturgin.

## Leben
Diana Leesalu machte 2001 in Põlva Abitur und schloss 2005 ihr Studium an der Estnischen Universität für Umweltwissenschaften in Tartu ab. Danach folge ein Studium der Dramaturgie an der Estnischen Musik- und Theaterakademie, was sie 2012 abschloss. Seitdem arbeitet sie als Dramaturgin am Tallinner Stadttheater.

## Werk
Leesalu debütierte 2005 mit dem Jugendroman Zwei Gramm bis zur Dämmerung, dessen Titel auf die Menge verweist, die eine ins Drogenmilieu geratene Jugendliche vom Tod trennen. Das Buch kam auf die Shortlist des Betti-Alver-Debütpreises. Ihr nächster Roman Spiel ist Ernst thematisierte Mobbing in der Schule und wurde 2006 beim Jugendbuchwettbewerb mit dem ersten Preis ausgezeichnet. Ihr drittes Buch verwendet das klassische Motiv des Eintretens in eine andere (Fantasie)Welt durch ein geheimnisvolles Tor.

## Bibliografie
- Kaks grammi hämaruseni („Zwei Gramm bis zur Dämmerung“). Verb, Tallinn 2005.
- Mängult on päriselt („Spiel ist Ernst“). Tänapäev, Tallinn 2006.
- Mahajäetud maja („Das verlassene Haus“). Pegasus, Tallinn 2010.